# Orlando Quintana
Orlando Quintana García, Las Palmas de Gran Canaria, 25 de marzo de 1978) conocido como Orlando Quintana es un exfutbolista español que jugaba de portero. Formado en las categorías inferiores de la U. D. Las Palmas, se retiró en 2015 con el U. D. Villa Santa Brigida.

## Clubes
| Club                   | País   | Año        |
| ---------------------- | ------ | ---------- |
| U. D. Las Palmas       | España | 2000-2004  |
| Celta de Vigo          | España | 2004-2005  |
| Lorca Deportiva CF     | España | 2005-2007  |
| Mérida UD              | España | 2007-2008  |
| Lorca Deportiva CF     | España | 2008-2009  |
| Pontevedra CF          | España | 2009-2011  |
| SD Ponferradina        | España | 2011-2013  |
| Real Oviedo            | España | 2013-2014  |
| UD Villa Santa Brigida | España | 2014- 2015 |